# Gaudenzio (figlio di Ezio)
Gaudenzio (latino: Gaudentius; Roma, 440 circa – dopo il 455) fu il figlio del generale romano Ezio.

## Biografia
Gaudenzio nacque a Roma nel 440 circa. Suo padre era l'influente generale romano Ezio, che aveva avuto un figlio di nome Carpilione da un precedente matrimonio; sua madre era Pelagia, la quale aveva avuto una figlia dal precedente marito, Bonifacio.
Fu battezzato prima del compimento del primo anno di età, e il poeta Merobaude compose un poema (Carmina IV) in onore del suo primo compleanno.
È possibile che il fidanzamento tra i figli di Ezio e dell'imperatore Valentiniano III, avvenuto prima del 454, fosse il fidanzamento tra Gaudenzio e la principessa Placidia. Il matrimonio, però, non avvenne mai, dato che Ezio fu ucciso da Valentiniano (454); un anno dopo, anche Valentiniano morì, e il suo debole successore, Petronio Massimo, non fu in grado di fermare il sacco di Roma da parte dei Vandali di Genserico, che tornarono in Africa portandosi dietro come ostaggio Gaudenzio.
Successivamente Genserico operò alcuni attacchi contro l'Italia, affermando di voler recuperare l'eredità di Gaudenzio.